# 疏斑無鬚魮
疏斑無鬚魮或疏斑小鲃（学名：Puntius paucimaculatus）是輻鰭魚綱鯉形目鯉科小䰾屬的一個種，該物種於1982年由王幼槐和倪勇描述，分布於亞洲中國海南岛等地淡水水域。體長可達5.7公分，棲息於湖泊區。